# クリサリス・ミュージック
クリサリス・ミュージック (Chrysalis Music) は、BMGライツ・マネジメント傘下のイギリスの音楽出版会社。
この会社の起源は、1967年にロンドン西部でクリス・ライトと、テリー・エリスが創設したエリス＝ライト・エージェンシー  (Ellis-Wright Agency) まで遡る。この会社は、テン・イヤーズ・アフターやクラウズ、その他のブルース・グループのマネジメントやブッキングを担当するために設立された。テン・イヤーズ・アフターはライトによって、クラウズはエリスによって、マネジメントされていた。彼らは1968年にアイランド・レコードと契約を結び、程なくして、ライトの名とエリスの姓から名付けられたクリサリス・レコードが創設された。クリサリス・ミュージックの設立は、1968年9月18日とされている。なお、英語の「chrysalis」には「蝶の蛹」という意味がある。
1970年代はじめ、このレーベルは、ジェスロ・タル、テン・イヤーズ・アフター、プロコル・ハルムなどのロック・グループによるヒット作をいくつも出した。その後は、レオ・セイヤーやロリー・ギャラガー等のSSWやジェネレーションXやブロンディなど、ニュー・ウェイヴやパンク・ロックのアーティストたちとも契約した。1980年代には、ヒューイ・ルイス&ザ・ニュースなど、既に成功を収めていたバンドとも契約した。
1985年にテリー・エリスの持分を買収したクリス・ライトは、1991年にクリサリス・レコードをEMIに売却した。ライトは、音楽出版事業をクリサリス・ミュージック (Chrysalis Music Ltd) として手元に残し、保持していたが、2010年にこれをBMGライツ・マネジメントに売却した。